# GP2 Final 2011
Das GP2 Final 2011 fand am 12. und 13. November 2011 auf dem Yas Marina Circuit auf der Yas-Insel in Abu Dhabi statt. Die Einzelveranstaltung zählte zu keiner Meisterschaftssaison der GP2-Serie.
Fabio Leimer gewann das Haupt-, James Calado das Sprintrennen. Leimer entschied die Gesamtwertung für sich.

## Berichte

### Hintergrund
Da die GP2- und die GP2-Asia-Serie beginnend ab der Saison 2012 zusammengelegt werden sollen, entschied man, die GP2-Veranstaltung auf dem Yas Marina Circuit als Einzelveranstaltung auszutragen. Alle regulären Teams nahmen an der Veranstaltung teil.
Auf Seiten der Fahrer gab es einige Wechsel zur abgelaufenen Saison. 14 Fahrer, die kein Rennen in der GP2-Serie 2011 absolviert hatten, traten zu diesem Rennwochenende an und debütierten zum Teil in der GP2. Mit Max Chilton, Marcus Ericsson, Esteban Gutiérrez, Josef Král und Luiz Razia starteten nur fünf Fahrer für das Team, für das sie die komplette Saison 2011 absolviert hatten. Zudem blieben Kevin Ceccon und Stéphane Richelmi, die in dieser Saison vertretungsweise einige Rennen absolviert hatten, bei ihren Teams. Ceccon war zudem der amtierende Meister der Auto GP. Dani Clos, Stefano Coletti, Julian Leal, Fabio Leimer und Jolyon Palmer traten beim GP2 Final 2011 für ein anderes Team als in der GP2-Saison an. Fabio Onidi (Auto GP), Mihai Marinescu (Formel 2), Jan Charouz (Formel Renault 3.5), James Calado, Tom Dillmann, António Félix da Costa, Rio Haryanto, Nigel Melker und Simon Trummer (alle GP3-Serie) sowie Nicolas Marroc (International GT Open) nahmen erstmals an einem GP2-Rennen teil. Nathanaël Berthon, Jake Rosenzweig und Alexander Rossi (alle Formel Renault 3.5) und Giacomo Ricci (keine Renneinsätze 2011) kehrten in die GP2 zurück.

### Training und Qualifying
Im 45-minütigen Training war Gutiérrez der schnellste Pilot vor Leimer und Debütant Dillmann. Ricci und Marroc fielen durch das Ignorieren gelber Flaggen auf und erhielten eine 10-Positionen-Startplatzstrafe.
Im Qualifying sicherte sich Leimer die Pole-Position vor Clos und Král. Dillmann war als neuntplatzierter erneut der beste Debütant.

## Teams und Fahrer
Alle Teams und Fahrer verwendeten das Dallara-Chassis GP2/11, Motoren von Renault-Mecachrome und Reifen von Pirelli.
| Team                    | Auto # | Fahrer                 | Quelle |
| ----------------------- | ------ | ---------------------- | ------ |
| Rapax                   | 01     | Dani Clos              | [ 3 ]  |
| Rapax                   | 02     | Mihai Marinescu        | [ 3 ]  |
| Barwa Addax Team        | 03     | Jake Rosenzweig        | [ 4 ]  |
| Barwa Addax Team        | 04     | Jolyon Palmer          | [ 5 ]  |
| Lotus ART               | 05     | James Calado           | [ 6 ]  |
| Lotus ART               | 06     | Esteban Gutiérrez      | [ 7 ]  |
| Racing Engineering      | 07     | Fabio Leimer           | [ 8 ]  |
| Racing Engineering      | 08     | Nathanaël Berthon      | [ 8 ]  |
| iSport International    | 09     | Tom Dillmann           | [ 9 ]  |
| iSport International    | 10     | Marcus Ericsson        | [ 10 ] |
| DAMS                    | 11     | Rio Haryanto           | [ 11 ] |
| DAMS                    | 12     | Nigel Melker           | [ 11 ] |
| Arden International     | 14     | Josef Král             | [ 12 ] |
| Arden International     | 15     | Simon Trummer          | [ 12 ] |
| Super Nova Racing       | 16     | Giacomo Ricci          | [ 13 ] |
| Super Nova Racing       | 17     | Fabio Onidi            | [ 14 ] |
| Scuderia Coloni         | 18     | Kevin Ceccon           | [ 15 ] |
| Scuderia Coloni         | 19     | Stefano Coletti        | [ 15 ] |
| Trident Racing          | 20     | Julian Leal            | [ 16 ] |
| Trident Racing          | 21     | Stéphane Richelmi      | [ 16 ] |
| Ocean Racing Technology | 22     | Nicolas Marroc         | [ 17 ] |
| Ocean Racing Technology | 23     | António Félix da Costa | [ 18 ] |
| Carlin                  | 24     | Max Chilton            | [ 19 ] |
| Carlin                  | 25     | Jan Charouz            | [ 19 ] |
| Caterham Team AirAsia   | 26     | Alexander Rossi        | [ 20 ] |
| Caterham Team AirAsia   | 27     | Luiz Razia             | [ 21 ] |

## Klassifikationen

### Qualifying
| Pos. | Nr. | Fahrer                 | Team                    | Zeit     | Start |
| ---- | --- | ---------------------- | ----------------------- | -------- | ----- |
| 01   | 07  | Fabio Leimer           | Racing Engineering      | 1:49,363 | 01    |
| 02   | 01  | Dani Clos              | Rapax                   | + 0,207  | 02    |
| 03   | 14  | Josef Král             | Arden International     | + 0,249  | 03    |
| 04   | 27  | Luiz Razia             | Caterham Team AirAsia   | + 0,286  | 04    |
| 05   | 04  | Jolyon Palmer          | Barwa Addax Team        | + 0,334  | 05    |
| 06   | 24  | Max Chilton            | Carlin                  | + 0,374  | 06    |
| 07   | 18  | Kevin Ceccon           | Scuderia Coloni         | + 0,388  | 07    |
| 08   | 06  | Esteban Gutiérrez      | Lotus ART               | + 0,459  | 08    |
| 09   | 09  | Tom Dillmann           | iSport International    | + 0,707  | 09    |
| 10   | 19  | Stefano Coletti        | Scuderia Coloni         | + 0,707  | 10    |
| 11   | 16  | Giacomo Ricci          | Super Nova Racing       | + 0,711  | 21    |
| 12   | 05  | James Calado           | Lotus ART               | + 0,711  | 11    |
| 13   | 12  | Nigel Melker           | DAMS                    | + 0,784  | 12    |
| 14   | 10  | Marcus Ericsson        | iSport International    | + 0,867  | 13    |
| 15   | 26  | Alexander Rossi        | Caterham Team AirAsia   | + 0,873  | 14    |
| 16   | 23  | António Félix da Costa | Ocean Racing Technology | + 0,913  | 15    |
| 17   | 08  | Nathanaël Berthon      | Racing Engineering      | + 0,933  | 16    |
| 18   | 03  | Jake Rosenzweig        | Barwa Addax Team        | + 1,011  | 17    |
| 19   | 20  | Julian Leal            | Trident Racing          | + 1,011  | 18    |
| 20   | 11  | Rio Haryanto           | DAMS                    | + 1,152  | 19    |
| 21   | 21  | Stéphane Richelmi      | Trident Racing          | + 1,237  | 20    |
| 22   | 15  | Simon Trummer          | Arden International     | + 1,389  | 22    |
| 23   | 17  | Fabio Onidi            | Super Nova Racing       | + 1,689  | 23    |
| 24   | 25  | Jan Charouz            | Carlin                  | + 2,044  | 24    |
| 25   | 02  | Mihai Marinescu        | Rapax                   | + 2,530  | 25    |
| 26   | 22  | Nicolas Marroc         | Ocean Racing Technology | + 3,187  | 26    |

Anmerkungen
1. ↑  Ricci wurde wegen Ignorierens gelber Flaggen um 10 Positionen nach hinten versetzt.
2. ↑  Marroc wurde wegen Ignorierens gelber Flaggen um 10 Positionen nach hinten versetzt.

### Hauptrennen
| Pos. | Nr. | Fahrer                 | Team                    | Runden | Zeit       | Start | Schnellste Runde |
| ---- | --- | ---------------------- | ----------------------- | ------ | ---------- | ----- | ---------------- |
| 01   | 07  | Fabio Leimer           | Racing Engineering      | 31     | 58:53,563  | 01    | 1:51,493 (23.)   |
| 02   | 27  | Luiz Razia             | Caterham Team AirAsia   | 31     | + 6,911    | 04    | 1:51,854 (24.)   |
| 03   | 04  | Jolyon Palmer          | Barwa Addax Team        | 31     | + 28,708   | 05    | 1:52,771 (23.)   |
| 04   | 10  | Marcus Ericsson        | iSport International    | 31     | + 29,812   | 13    | 1:52,502 (23.)   |
| 05   | 18  | Kevin Ceccon           | Scuderia Coloni         | 31     | + 36,619   | 07    | 1:52,986 (23.)   |
| 06   | 09  | Tom Dillmann           | iSport International    | 31     | + 41,518   | 09    | 1:53,055 (22.)   |
| 07   | 23  | António Félix da Costa | Ocean Racing Technology | 31     | + 42,496   | 15    | 1:52,501 (28.)   |
| 08   | 05  | James Calado           | Lotus ART               | 31     | + 45,669   | 11    | 1:52,511 (30.)   |
| 09   | 08  | Nathanaël Berthon      | Racing Engineering      | 31     | + 51,345   | 16    | 1:52,898 (23.)   |
| 10   | 19  | Stefano Coletti        | Scuderia Coloni         | 31     | + 1:02,481 | 10    | 1:52,966 (24.)   |
| 11   | 16  | Giacomo Ricci          | Super Nova Racing       | 31     | + 1:08,632 | 21    | 1:52,938 (10.)   |
| 12   | 11  | Rio Haryanto           | DAMS                    | 31     | + 1:13,503 | 19    | 1:53,205 (14.)   |
| 13   | 26  | Alexander Rossi        | Caterham Team AirAsia   | 31     | + 1:16,572 | 14    | 1:52,625 (11.)   |
| 14   | 22  | Nicolas Marroc         | Ocean Racing Technology | 31     | + 1:28,973 | 26    | 1:52,979 (29.)   |
| 15   | 12  | Nigel Melker           | DAMS                    | 31     | + 1:30,328 | 12    | 1:53,472 (22.)   |
| 16   | 20  | Julian Leal            | Trident Racing          | 31     | + 1:33,669 | 18    | 1:52,760 (10.)   |
| 17   | 02  | Mihai Marinescu        | Rapax                   | 31     | + 1:35,344 | 25    | 1:53,557 (30.)   |
| 18   | 17  | Fabio Onidi            | Super Nova Racing       | 31     | + 1:43,541 | 23    | 1:53,098 (26.)   |
| 19   | 21  | Stéphane Richelmi      | Trident Racing          | 30     | + 1 Runde  | 20    | 1:52,325 (23.)   |
| 20   | 14  | Josef Král             | Arden International     | 30     | + 1 Runde  | 03    | 1:51,781 (28.)   |
| 21   | 06  | Esteban Gutiérrez      | Lotus ART               | 30     | + 1 Runde  | 08    | 1:51,639 (27.)   |
| —    | 03  | Jake Rosenzweig        | Barwa Addax Team        | 23     | DNF        | 17    | 1:54,079 (19.)   |
| —    | 15  | Simon Trummer          | Arden International     | 23     | DNF        | 22    | 1:53,977 (09.)   |
| —    | 25  | Jan Charouz            | Carlin                  | 18     | DNF        | 24    | 1:54,035 (13.)   |
| —    | 24  | Max Chilton            | Carlin                  | 02     | DNF        | 06    | 1:55,520 (02.)   |
| —    | 01  | Dani Clos              | Rapax                   | 01     | DNF        | 02    | —                |

### Sprintrennen
| Pos. | Nr. | Fahrer                 | Team                    | Runden | Zeit       | Start | Schnellste Runde |
| ---- | --- | ---------------------- | ----------------------- | ------ | ---------- | ----- | ---------------- |
| 01   | 05  | James Calado           | Lotus ART               | 22     | 41:26,194  | 08    | 1:52,459 (17.)   |
| 02   | 10  | Marcus Ericsson        | iSport International    | 22     | + 1,770    | 04    | 1:52,370 (13.)   |
| 03   | 09  | Tom Dillmann           | iSport International    | 22     | + 7,695    | 06    | 1:52,257 (15.)   |
| 04   | 04  | Jolyon Palmer          | Barwa Addax Team        | 22     | + 13,040   | 03    | 1:52,492 (14.)   |
| 05   | 06  | Esteban Gutiérrez      | Lotus ART               | 22     | + 27,012   | 21    | 1:52,010 (17.)   |
| 06   | 18  | Kevin Ceccon           | Scuderia Coloni         | 22     | + 28,025   | 05    | 1:52,307 (08.)   |
| 07   | 26  | Alexander Rossi        | Caterham Team AirAsia   | 22     | + 29,909   | 13    | 1:52,851 (08.)   |
| 08   | 27  | Luiz Razia             | Caterham Team AirAsia   | 22     | + 30,022   | 02    | 1:51,551 (15.)   |
| 09   | 01  | Dani Clos              | Rapax                   | 22     | + 30,139   | 25    | 1:52,398 (11.)   |
| 10   | 07  | Fabio Leimer           | Racing Engineering      | 22     | + 30,570   | 01    | 1:52,836 (08.)   |
| 11   | 17  | Fabio Onidi            | Super Nova Racing       | 22     | + 33,066   | 18    | 1:53,001 (17.)   |
| 12   | 14  | Josef Král             | Arden International     | 22     | + 40,517   | 20    | 1:53,300 (09.)   |
| 13   | 23  | António Félix da Costa | Ocean Racing Technology | 22     | + 44,351   | 07    | 1:52,653 (07.)   |
| 14   | 03  | Jake Rosenzweig        | Barwa Addax Team        | 22     | + 45,524   | 22    | 1:53,580 (10.)   |
| 15   | 15  | Simon Trummer          | Arden International     | 22     | + 45,921   | 26    | 1:53,508 (10.)   |
| 16   | 24  | Max Chilton            | Carlin                  | 22     | + 46,846   | 24    | 1:52,738 (07.)   |
| 17   | 25  | Jan Charouz            | Carlin                  | 22     | + 48,347   | 23    | 1:53,702 (08.)   |
| 18   | 21  | Stéphane Richelmi      | Trident Racing          | 22     | + 48,702   | 19    | 1:53,487 (10.)   |
| 19   | 08  | Nathanaël Berthon      | Racing Engineering      | 22     | + 49,101   | 09    | 1:52,396 (11.)   |
| 20   | 12  | Nigel Melker           | DAMS                    | 22     | + 49,778   | 15    | 1:52,597 (11.)   |
| 21   | 20  | Julian Leal            | Trident Racing          | 22     | + 50,399   | 16    | 1:52,499 (18.)   |
| 22   | 22  | Nicolas Marroc         | Ocean Racing Technology | 22     | + 53,398   | 14    | 1:52,816 (09.)   |
| 23   | 16  | Giacomo Ricci          | Super Nova Racing       | 22     | + 59,543   | 11    | 1:52,761 (14.)   |
| 24   | 11  | Rio Haryanto           | DAMS                    | 22     | + 1:12,642 | 12    | 1:52,496 (10.)   |
| 25   | 19  | Stefano Coletti        | Scuderia Coloni         | 21     | DNF        | 10    | 1:53,037 (08.)   |
| —    | 02  | Mihai Marinescu        | Rapax                   | 10     | DNF        | 17    | 1:53,369 (08.)   |

## Wertungen

### Punktesystem
Beim Hauptrennen (HAU) bekamen die ersten acht des Rennens 10, 8, 6, 5, 4, 3, 2 bzw. 1 Punkt(e). Beim Sprintrennen (SPR) erhielten die ersten sechs des Rennens 6, 5, 4, 3, 2 bzw. 1 Punkt(e). Zusätzlich erhielt der Gewinner des Qualifyings, der im Hauptrennen von der Pole-Position startete, zwei Punkte. Der Fahrer, der von den ersten zehn klassifizierten Fahrern die schnellste Rennrunde erzielte, erhielt ebenfalls einen Punkt.
| Punkteverteilung | Punkteverteilung | Punkteverteilung | Punkteverteilung | Punkteverteilung | Punkteverteilung | Punkteverteilung | Punkteverteilung | Punkteverteilung | Punkteverteilung | Punkteverteilung | Punkteverteilung | Punkteverteilung |
| ---------------- | ---------------- | ---------------- | ---------------- | ---------------- | ---------------- | ---------------- | ---------------- | ---------------- | ---------------- | ---------------- | ---------------- | ---------------- |
| Platz            | 1                | 2                | 3                | 4                | 5                | 6                | 7                | 8                | 9                | 10               | PP               | SR               |
| Hauptrennen      | 10               | 8                | 6                | 5                | 4                | 3                | 2                | 1                | 0                | 0                | 2                | 1                |
| Sprintrennen     | 6                | 5                | 4                | 3                | 2                | 1                | 0                | 0                | 0                | 0                | –                | 1                |

### Fahrerwertung
| Pos. | Fahrer            | UAE | UAE | Punkte |
| Pos. | Fahrer            | HAU | SPR | Punkte |
| ---- | ----------------- | --- | --- | ------ |
| 01   | F. Leimer         | 1   | 10  | 13     |
| 02   | M. Ericsson       | 4   | 2   | 10     |
| 03   | L. Razia          | 2   | 8   | 9      |
| 04   | J. Palmer         | 3   | 4   | 9      |
| 05   | J. Calado         | 8   | 1   | 7      |
| 06   | T. Dillmann       | 6   | 3   | 7      |
| 07   | K. Ceccon         | 5   | 6   | 5      |
| 08   | E. Gutiérrez      | 21  | 5   | 2      |
| 09   | A. Félix da Costa | 7   | 13  | 2      |
| 10   | A. Rossi          | 13  | 7   | 0      |
| 11   | N. Berthon        | 9   | 19  | 0      |
| 12   | D. Clos           | DNF | 9   | 0      |
| 13   | S. Coletti        | 10  | 25* | 0      |
| 14   | F. Onidi          | 18  | 11  | 0      |
| 15   | G. Ricci          | 11  | 23  | 0      |
| 16   | J. Král           | 20  | 12  | 0      |
| 17   | R. Haryanto       | 12  | 24  | 0      |
| 18   | N. Marroc         | 14  | 22  | 0      |
| 19   | J. Rosenzweig     | DNF | 14  | 0      |
| 20   | N. Melker         | 15  | 20  | 0      |
| 21   | S. Trummer        | DNF | 15  | 0      |
| 22   | J. Leal           | 16  | 21  | 0      |
| 23   | M. Chilton        | DNF | 16  | 0      |
| 24   | M. Marinescu      | 17  | DNF | 0      |
| 25   | J. Charouz        | DNF | 17  | 0      |
| 26   | S. Richelmi       | 19  | 18  | 0      |
| Pos. | Fahrer            | HAU | SPR | Punkte |
| Pos. | Fahrer            | UAE |     | Punkte |

| Legende  | Legende            | Legende                                                          |
| Farbe    | Abkürzung          | Bedeutung                                                        |
| -------- | ------------------ | ---------------------------------------------------------------- |
| Gold     | –                  | Sieg                                                             |
| Silber   | –                  | 2. Platz                                                         |
| Bronze   | –                  | 3. Platz                                                         |
| Grün     | –                  | Platzierung in den Punkten                                       |
| Blau     | –                  | Klassifiziert außerhalb der Punkteränge                          |
| Violett  | DNF                | Rennen nicht beendet (did not finish)                            |
| Violett  | NC                 | nicht klassifiziert (not classified)                             |
| Rot      | DNQ                | nicht qualifiziert (did not qualify)                             |
| Rot      | DNPQ               | in Vorqualifikation gescheitert (did not pre-qualify)            |
| Schwarz  | DSQ                | disqualifiziert (disqualified)                                   |
| Weiß     | DNS                | nicht am Start (did not start)                                   |
| Weiß     | WD                 | zurückgezogen (withdrawn)                                        |
| Hellblau | PO                 | nur am Training teilgenommen (practiced only)                    |
| Hellblau | TD                 | Freitags-Testfahrer (test driver)                                |
| ohne     | DNP                | nicht am Training teilgenommen (did not practice)                |
| ohne     | INJ                | verletzt oder krank (injured)                                    |
| ohne     | EX                 | ausgeschlossen (excluded)                                        |
| ohne     | DNA                | nicht erschienen (did not arrive)                                |
| ohne     | C                  | Rennen abgesagt (cancelled)                                      |
| ohne     | keine WM-Teilnahme |                                                                  |
| sonstige | P/fett             | Pole-Position                                                    |
| sonstige | 1/2/3/4/5/6/7/8    | Punktplatzierung im Sprint-/Qualifikationsrennen                 |
| sonstige | SR/kursiv          | Schnellste Rennrunde                                             |
| sonstige | *                  | nicht im Ziel, aufgrund der zurückgelegten Distanz aber gewertet |
| sonstige | ()                 | Streichresultate                                                 |
| sonstige | unterstrichen      | Führender in der Gesamtwertung                                   |